# Výtvarná škola Václava Hollara
Výtvarná škola Václava Hollara je vyšší odborná škola a střední umělecká škola v Praze.

## Historie
Škola byla založena roku 1920 jako dvouletá Státní odborná škola grafická v Praze na Vinohradech (výuka knihařství, fotografických a reprodukčních technik). Figurální kreslení učil Rudolf Kremlička a po něm převzal výuku Jan Konůpek. Od roku 1932, kdy se ředitelem stal Ladislav Sutnar, výuka zahrnovala také reklamní fotografii (Jaromír Funke, Josef Ehm), kinematografii (Rudolf Skopec), americkou retuš, ofset a hlubotisk. Škola vydávala vlastní knižní publikace a účastnila se příprav na světovou výstavu v New Yorku v roce 1939, kde dostal Ladislav Sutnar pracovní nabídku do USA.
Za německé okupace 1939–1945 (ředitel Josef Solar) prováděli žáci nucené práce pro družstvo Dorka (výroba předmětů z proutí) a práce při fotodokumentaci maleb v Emauzích.
Roku 1949 byla při reorganizaci škola rozdělena na Vyšší školu uměleckého průmyslu (Křižovnická ul. 7, Staré Město) a Průmyslovou školu grafickou (v Hellichově ulici na Malé Straně).
V roce 1954 převzalo ministerstvo kultury po dohodě s ministerstvem školství část Vyšší uměleckoprůmyslové školy v Křižovnické ulici a tak byla založená nová čtyřletá střední škola s maturitou pod názvem Výtvarná škola, která neměla zvláštní uměleckoprůmyslová oddělení. Vedením školy byl pověřen František Viktor Mokrý. Škola se následně přestěhovala do budovy zrušené Státní keramické školy na Královských Vinohradech (dnes Hollarovo náměstí), která byla v letech 1929–1930 postavena podle projektu arch. Viktorina Šulce.
V letech 1957 až 1962 byl ředitelem školy Emanuel Famíra. Za jeho působení byly zrušeny poslední stopy keramické školy, keramické dílny Spojker Teplice (ještě 50 strojů), půda byla přestavěna na ateliéry a bylo zbouráno jihovýchodní křídlo. Po nové změně názvu v roce 1961 se škola jmenovala Střední odborná škola výtvarná. V následujících letech se škola soustředila na výuku propagačního výtvarnictví.
Nové období začalo v roce 1990 novým jménem: Výtvarná škola Václava Hollara, tedy „Hollarka“, jak se jí už dávno mezi lidmi říkalo podle jména náměstí, na kterém stojí.
Dne 30. dubna 2006 dostala škola nové jméno Vyšší odborná škola a Střední umělecká škola Václava Hollara.  

## Současnost
Pedagogy či studenty školy se během let stali téměř všichni pozdější nejznámější čeští výtvarníci, malíři a sochaři. Podobně jako i další české střední odborné školy, tato instituce poskytovala a dodnes poskytuje široké výtvarné vzdělání svým absolventům. Ve srovnání se zahraničními školami anglického typu, na úrovni středoškolského studia vybavuje studenty vzděláním, které jinde neposkytují ani vysoké školy.
Studium je už léta zaměřené na propagační výtvarnictví, studenti se ale naučí stejně dobře kreslit figuru, portréty, zvládnou veškeré kresebné i malířské techniky, základy sochařství, tvarování papíru, knižní vazbu, grafické techniky klasické i moderní, za použití počítačové technologie.
Škola mladé adepty učí výtvarné kompozici, účelu a použití barev, způsobů, jak dosáhnout výtvarného efektu a tím i působivosti reklamy na spotřebitele. Kromě čtyřletého maturitního studia zaměřeného na propagaci se vyučuje i ve třech pomaturitních oborech se specializacemi na design spotřebního zboží, knižní grafiku a propagační a reklamní tvorbu. V roce 1999 byl otevřen maturitní obor Výtvarné zpracování keramiky a porcelánu a v roce 2004 vedla potřeba využití nových technologií a spolupráce s 1. lékařskou fakultou Univerzity Karlovy k založení Vyšší odborné školy, obor Interaktivní grafika. 30. dubna 2006 dostala škola dnešní jméno Vyšší odborná škola a Střední umělecká škola Václava Hollara. Nejčerstvějším oborem Vyšší školy je v současnosti Kresba a ilustrace v médiích, otevřený ve školním roce 2007–2008. V současnosti má škola dva obory čtyřletého maturitního studia: Grafický design (nahradil od roku 2010 předchozí obor Propagační výtvarnictví) a Výtvarné zpracování keramiky a porcelánu. Vyšší odborná škola zahrnuje dva obory zakončené absolutoriem: Interaktivní grafika a Kresba a ilustrace v médiích.

## Známí absolventi
- Zdeněk Beran
- Jiří Beránek
- Marie Blabolilová
- Erika Bornová
- Vladimír Boudník
- Šárka Brod-Hyland
- Veronika Bromová
- Michal Cihlář
- Jan Čáka
- Federico Díaz
- Petra Fischerová
- Olina Francová
- Ester Geislerová
- Jan Gemrot
- Irena Greifová
- Jiří Grus
- Karel Haloun
- Eva Heřmanská
- Jan Hladík
- Miroslav Houšť
- Milan Chabera
- Martin Chroust
- Ivan Kafka
- František Kobík
- Ivan Komárek
- Jiří Kornatovský
- Miriam Kubičková
- Barbora Kyšková
- Hynek Martinec
- Mikuláš Medek
- Jan Merta
- Kateřina Malichová
- Pavel Nešleha
- Nikola Nováková
- Roman Prahl
- Jakub Rittstein
- Michael Rittstein
- Jaroslav Róna
- Zbyšek Sion
- Jan Solpera
- Jiří Sopko
- Pavel Soukup ml.
- Jakub Stretti
- Zoja Sulková-Trofimiuk
- Čestmír Suška
- Barbora Šalamounová
- František Štorm
- Jan Tománek
- František Tomík
- Šárka Trčková
- Helena Třeštíková
- Filip Turek
- Lubomír Typlt
- Bedřiška Uždílová
- Roman Vaněk
- Petr Vaňous
- Petr Vlček
- Milan Zeis
- Václav Zoubek